# Djibril Sidibé
Djibril Sidibé (Troyes, Francia, 29 de julio de 1992) es un futbolista francés con nacionalidad maliense. Juega en la posición de defensa en el Toulouse F. C. de la Ligue 1. También es internacional con la selección francesa.

## Trayectoria

### Clubes
Djibril Sidibé comenzó su carrera en las categorías juveniles del Troyes A. C. En un principio jugaba de centrocampista defensivo, luego empezaron a posicionarlo en la defensa y eventualmente terminó jugando de lateral derecho. En 2009 Patrick Rémy lo ascendió por primera vez al primer equipo. En la temporada 2009-10 su equipo, que jugaba en la tercera división, subió a la Ligue 2. En la temporada 2011-12 ascendieron a la Ligue 1; Sidibé tuvo un alto rendimiento y jugó 34 partidos en la liga. Sus actuaciones atrajeron el interés de clubes como Lille O. S. C., Ajax de Ámsterdam y Olympique de Lyon.
El 24 de julio de 2012 fichó por el Lille O. S. C., con el que anotó su primer gol en un partido amistoso contra el Stade Montois que terminó 6:0. En la temporada 2015-16 obtuvo el subcampeonato de la Copa de la Liga, donde en la final le marcó de tiro libre al París Saint-Germain. La siguiente temporada la disputó en el A. S. Mónaco, con el que firmó por cinco años. Ese año su equipo ganó la Ligue 1 y terminó la racha del París Saint-Germain de cuatro campeonatos consecutivos.
El 7 de agosto de 2019 fue cedido una temporada al Everton F. C. que tendría una opción de compra al finalizar el préstamo. Esta no se hizo efectiva y regresó a Mónaco, donde permaneció hasta finalizar su contrato en junio de 2022. En septiembre se unió al AEK Atenas F. C. hasta 2024. En el primero de sus dos años en el equipo ganó el doblete nacional. Tras el segundo de ellos quedó libre y regresó a Francia para jugar en el Toulose F. C.

### Selección nacional
Sidibé fue internacional con la selección francesa en las categorías sub-20 y sub-21. Fue incluido como suplente en la lista de Didier Deschamps para la Eurocopa 2016. No obstante, sí integró la lista de veintitrés futbolistas que disputaron la Copa Mundial de Fútbol de 2018. Solo jugó el tercer partido de la fase de grupos, donde empataron sin goles con Dinamarca, y su selección ganó el torneo tras derrotar 4:2 a Croacia.

#### Participaciones en Copas del Mundo
| Mundial                        | Sede  | Resultado |
| ------------------------------ | ----- | --------- |
| Copa Mundial de Fútbol de 2018 | Rusia | Campeón   |

## Estadísticas

### Clubes
La siguiente tabla detalla los encuentros disputados y los goles marcados por Sidibé en los clubes en los que ha militado.
| Club | Div.          | Temporada     | Liga  | Liga  | Liga   | Copas nacionales(1) | Copas nacionales(1) | Copas nacionales(1) | Copas internacionales(2) | Copas internacionales(2) | Copas internacionales(2) | Total | Total | Total  |
| Club | Div.          | Temporada     | Part. | Goles | Asist. | Part.               | Goles               | Asist.              | Part.                    | Goles                    | Asist.                   | Part. | Goles | Asist. |
| --- | ------------- | ------------- | ----- | ----- | ------ | ------------------- | ------------------- | ------------------- | ------------------------ | ------------------------ | ------------------------ | ----- | ----- | ------ |
| E. S. Troyes A. C. Francia | 2.ª           | 2010-11       | 6     | 0     | 1      | 0                   | 0                   | 0                   | 0                        | 0                        | 0                        | 6     | 0     | 1      |
| E. S. Troyes A. C. Francia | 2.ª           | 2011-12       | 34    | 1     | 1      | 5                   | 0                   | 0                   | 0                        | 0                        | 0                        | 39    | 1     | 1      |
| E. S. Troyes A. C. Francia | Total club    | Total club    | 40    | 1     | 2      | 5                   | 0                   | 0                   | 0                        | 0                        | 0                        | 45    | 1     | 2      |
| Lille O. S. C. Francia | 1.ª           | 2012-13       | 14    | 1     | 1      | 3                   | 1                   | 0                   | 3                        | 1                        | 0                        | 20    | 3     | 1      |
| Lille O. S. C. Francia | 1.ª           | 2013-14       | 20    | 0     | 0      | 4                   | 0                   | 0                   | 0                        | 0                        | 0                        | 24    | 0     | 0      |
| Lille O. S. C. Francia | 1.ª           | 2014-15       | 25    | 2     | 1      | 4                   | 0                   | 1                   | 3                        | 0                        | 0                        | 32    | 2     | 2      |
| Lille O. S. C. Francia | 1.ª           | 2015-16       | 37    | 4     | 3      | 6                   | 2                   | 0                   | 0                        | 0                        | 0                        | 43    | 6     | 3      |
| Lille O. S. C. Francia | Total club    | Total club    | 96    | 7     | 5      | 17                  | 3                   | 1                   | 6                        | 1                        | 0                        | 119   | 11    | 6      |
| A. S. Monaco Francia | 1.ª           | 2016-17       | 29    | 2     | 6      | 6                   | 0                   | 1                   | 12                       | 1                        | 1                        | 47    | 3     | 8      |
| A. S. Monaco Francia | 1.ª           | 2017-18       | 27    | 2     | 8      | 5                   | 1                   | 1                   | 3                        | 0                        | 0                        | 35    | 3     | 9      |
| A. S. Monaco Francia | 1.ª           | 2018-19       | 26    | 0     | 3      | 2                   | 0                   | 1                   | 4                        | 0                        | 0                        | 32    | 0     | 4      |
| Everton F. C. Inglaterra | 1.ª           | 2019-20       | 25    | 0     | 0      | 3                   | 0                   | 0                   | 0                        | 0                        | 0                        | 28    | 0     | 0      |
| Everton F. C. Inglaterra | Total club    | Total club    | 25    | 0     | 0      | 3                   | 0                   | 0                   | 0                        | 0                        | 0                        | 28    | 0     | 0      |
| A. S. Monaco Francia | 1.ª           | 2020-21       | 30    | 0     | 2      | 4                   | 0                   | 0                   | 0                        | 0                        | 0                        | 34    | 0     | 2      |
| A. S. Monaco Francia | 1.ª           | 2021-22       | 12    | 0     | 0      | 1                   | 0                   | 0                   | 6                        | 0                        | 0                        | 19    | 0     | 0      |
| A. S. Monaco Francia | Total club    | Total club    | 124   | 4     | 19     | 18                  | 1                   | 3                   | 25                       | 1                        | 1                        | 167   | 6     | 23     |
| A. E. K. Atenas · Grecia | 1.ª           | 2022-23       | 7     | 0     | 0      | 4                   | 0                   | 0                   | 0                        | 0                        | 0                        | 11    | 0     | 0      |
| A. E. K. Atenas · Grecia | Total club    | Total club    | 7     | 0     | 0      | 4                   | 0                   | 0                   | 0                        | 0                        | 0                        | 11    | 0     | 0      |
| Total carrera | Total carrera | Total carrera | 292   | 12    | 24     | 50                  | 4                   | 4                   | 31                       | 2                        | 1                        | 370   | 18    | 29     |
| (1) Incluye datos de Copa de Francia de Fútbol, Copa de la Liga de Francia y Supercopa de Francia. (2) Incluye datos de Liga Europea de la UEFA y Liga de Campeones de la UEFA. |               |               |       |       |        |                     |                     |                     |                          |                          |                          |       |       |        |

### Selección nacional
La siguiente tabla detalla los encuentros disputados y los goles marcados por Sidibé con la selección francesa.
| Sub-20 Francia                                            | 2011  | 2  | 0 | 0 | -  | - | - | - | - | - | 2  | 0 | 0 |
| Sub-20 Francia                                            | 2012  | 5  | 0 | 0 | -  | - | - | - | - | - | 5  | 0 | 0 |
| Sub-20 Francia                                            | 2013  | 3  | 0 | 0 | -  | - | - | - | - | - | 3  | 0 | 0 |
| Sub-20 Francia                                            | Total | 10 | 0 | 0 | 0  | 0 | 0 | 0 | 0 | 0 | 10 | 0 | 0 |
| Sub-21 Francia                                            | 2013  | 0  | 0 | 0 | 1  | 0 | 0 | - | - | - | 1  | 0 | 0 |
| Sub-21 Francia                                            | Total | 0  | 0 | 0 | 1  | 0 | 0 | 0 | 0 | 0 | 1  | 0 | 0 |
| Absoluta Francia                                          | 2016  | 2  | 0 | 0 | 4  | 0 | 0 | - | - | - | 6  | 0 | 0 |
| Absoluta Francia                                          | 2017  | 2  | 1 | 0 | 6  | 0 | 3 | - | - | - | 8  | 1 | 3 |
| Absoluta Francia                                          | 2018  | 3  | 0 | 0 | 0  | 0 | 0 | 1 | 0 | 0 | 4  | 0 | 0 |
| Absoluta Francia                                          | Total | 7  | 1 | 0 | 10 | 0 | 3 | 1 | 0 | 0 | 18 | 1 | 3 |
| Total                                                     | Total | 17 | 1 | 0 | 11 | 0 | 3 | 1 | 0 | 0 | 29 | 1 | 3 |
| (3) Incluye datos de clasificación europea y mundialista. |       |    |   |   |    |   |   |   |   |   |    |   |   |

### Resumen estadístico
| Competición           | Partidos | Goles | Asistencias | Promedio |
| --------------------- | -------- | ----- | ----------- | -------- |
| Liga                  | 218      | 12    | 24          | 0.06     |
| Copas nacionales      | 35       | 4     | 4           | 0.11     |
| Copas internacionales | 25       | 2     | 1           | 0.08     |
| Selección de Francia  | 18       | 1     | 3           | 0.06     |
| Selecciones juveniles | 11       | 0     | 0           | 0        |
| Total                 | 307      | 19    | 32          | 0.06     |

## Palmarés

### Campeonatos nacionales
| Título              | Club             | País    | Año     |
| ------------------- | ---------------- | ------- | ------- |
| Ligue 1             | A. S. Monaco     | Francia | 2016-17 |
| Superliga de Grecia | AEK Atenas F. C. | Grecia  | 2022-23 |
| Copa de Grecia      | AEK Atenas F. C. | Grecia  | 2022-23 |

### Campeonatos internacionales
| Título                 | Club (*)             | País  | Año  |
| ---------------------- | -------------------- | ----- | ---- |
| Copa Mundial de Fútbol | Selección de Francia | Rusia | 2018 |

(*) Incluyendo a la selección.

### Distinciones individuales
| Distinción                            | Año     |
| ------------------------------------- | ------- |
| Parte del equipo ideal de la Ligue 1. | 2016-17 |